# 索菲王储妃 (列支敦士登)
索菲·伊莉莎白·玛丽·加布里埃拉王储妃（Erbprinzessin Sophie Elizabeth Marie Gabrielle von und zu Liechtenstein，1967年10月28日—），在与列支敦士登阿洛伊斯王储结婚前，索菲名字的全称为“巴伐利亚的索菲女公爵”，人们都称她为“尊贵的殿下”。其高祖是德国巴伐利亚王国最后一个国王路德维希三世，她父母是巴伐利亚的马克斯·埃曼努埃尔公爵和伊丽莎白公爵夫人。伊丽莎白公爵夫人是世袭道格拉斯伯爵、瑞典外交官卡尔·路德维希·道格拉斯的女儿。索菲生于慕尼黑，是五姐妹中的長女，高中毕业后入讀艾希施泰特-英戈尔施塔特天主教大学修讀历史和英国语言和文学研究。
1993年7月3日，索菲和阿洛伊斯王储的豪华婚礼在列国举行，索菲的祖父阿尔布雷希特公爵也在慕尼黑纽芬堡宫内专门为即将出阁的孙女举办了一次辉煌的社交晚会。结婚后共生有四个孩子：
- 约瑟夫·文策尔王子（HSH Prince Joseph Wenzel）（1995年5月24日生於倫敦波特蘭醫院）
- 玛丽·卡罗琳公主（HSH Princess Marie Caroline）（1996年10月17日生於聖加侖格拉布斯）
- 格奥尔格王子（HSH Prince Georg）（1999年4月20日生於聖加侖格拉布斯）
- 尼科劳斯王子（HSH Prince Nikolaus）（2000年12月6日生於聖加侖格拉布斯）

## 头衔
- 1967年-1973年：巴伐利亚的索菲公主殿下 (Her Royal Highness Princess Sophie of Bavaria)
- 1973年-1993年：巴伐利亚的索菲女公爵殿下、巴伐利亚公主 (Her Royal Highness Duchess Sophie in Bavaria, Princess of Bavaria)
- 1993年-：列支敦士登王储妃殿下、里特貝格伯爵夫人 (Her Royal Highness The Hereditary Princess of Liechtenstein, Countess of Rietberg)